# Remo nos Jogos Pan-Americanos de 2015
As competições de remo nos Jogos Pan-Americanos de 2015 foram realizadas entre 11 e 15 de julho no Royal Canadian Henley Rowing Course em St. Catharines. Foram disputadas oito provas masculinas e seis femininas, totalizando 14 eventos com distribuição de medalhas.

## Calendário
| Julho | 7 | 8 | 9 | 10 | 11 | 12 | 13 | 14 | 15 | 16 | 17 | 18 | 19 | 20 | 21 | 22 | 23 | 24 | 25 | 26 |
| ----- | - | - | - | -- | -- | -- | -- | -- | -- | -- | -- | -- | -- | -- | -- | -- | -- | -- | -- | -- |
| Remo  |   |   |   |    |    |    | 4  | 5  | 5  |    |    |    |    |    |    |    |    |    |    |    |

|  | Dia de competição |  | Dia de final |

## Medalhistas
Masculino
| Evento                         | Ouro | Prata | Bronze |
| ------------------------------ | --- | --- | --- |
| Skiff simples detalhes         | Ángel Fournier CUB Cuba | Rob Gibson CAN Canadá | Brian Rosso ARG Argentina |
| Skiff duplo detalhes           | Eduardo Rubio Ángel Fournier CUB Cuba                                                                                              | Rodrigo Murillo Cristian Rosso ARG Argentina | Pascal Lussier Matthew Buie CAN Canadá |
| Skiff duplo peso leve detalhes | Alán Armenta Alexis López MEX México                                                                                               | Colin Ethridge Austin Meyer USA Estados Unidos                                                                                                  | Raúl Hernández Liosbel Hernández CUB Cuba |
| Skiff quádruplo detalhes       | Matthew Buie Julien Bahain Will Dean Rob Gibson CAN Canadá                                                                         | Adrián Oquendo Orlando Sotolongo Eduardo Rubio Ángel Fournier CUB Cuba                                                                          | Brian Rosso Osvaldo Suárez Rodrigo Murillo Cristian Rosso ARG Argentina                                                                           |
| Dois sem detalhes              | Axel Haack Diego Martín López ARG Argentina Felipe Leal Óscar Vásquez CHI Chile                                                    | nenhum | Diego Sánchez Leopoldo Tejeda MEX México |
| Quatro sem detalhes            | Will Crothers Tim Schrijver Kai Langerfeld Conlin McCabe CAN Canadá                                                                | Manuel Suárez Janier Concepción Adrián Oquendo Solaris Freire CUB Cuba                                                                          | Joaquín Iwan Francisco Esteras Iván Carino Agustín Díaz ARG Argentina                                                                             |
| Quatro sem peso leve detalhes  | Maxwell Lattimer Brendan Hodge Nicolas Pratt Eric Woelfl CAN Canadá                                                                | Robin Prendes Peter Gibson Andrew Weiland Matthew O'Donoghue USA Estados Unidos                                                                 | Andrés Oyarzún Luis Saumann Felipe Cárdenas Bernardo Guerrero CHI Chile                                                                           |
| Oito com detalhes              | Mike Evans Will Dean Julien Bahain Martin Barakso Tim Schrijver Conlin McCabe Kai Langerfeld Will Crothers Jacob Koudys CAN Canadá | Joaquín Iwán Axel Haack Osvaldo Suárez Francisco Esteras Ivan Carino Rodrigo Murillo Diego Martín López Agustín Díaz Joel Infante ARG Argentina | Matthew Mahon Brendan Harrington Taylor Brown Erick Winstead David Eick Kyle Peabody Nareg Guregian Keane Johnson Sam Ojserkis USA Estados Unidos |

Feminino
| Evento                           | Ouro                                                                       | Prata                                                                         | Bronze                                                                    |
| -------------------------------- | -------------------------------------------------------------------------- | ----------------------------------------------------------------------------- | ------------------------------------------------------------------------- |
| Skiff simples detalhes           | Carling Zeeman CAN Canadá                                                  | Katherine McFetridge USA Estados Unidos                                       | Soraya Jadue CHI Chile                                                    |
| Skiff duplo detalhes             | Kerry Shaffer Antje von Seydlitz CAN Canadá                                | Nicole Ritchie Lindsay Meyer USA Estados Unidos                               | Aimeé Hernández Yariulvis Cobas CUB Cuba                                  |
| Skiff simples peso leve detalhes | Mary Jones USA Estados Unidos                                              | Fabiana Beltrame BRA Brasil                                                   | Lucia Palermo ARG Argentina                                               |
| Skiff duplo peso leve detalhes   | Liz Fenje Katherine Sauks CAN Canadá                                       | Yislena Hernández Licet Hernández CUB Cuba                                    | Sarah Giancola Victoria Burke USA Estados Unidos                          |
| Skiff quádruplo detalhes         | Kate Goodfellow Kerry Shaffer Carling Zeeman Antje von Seydlitz CAN Canadá | Sarah Giancola Lindsay Meyer Nicole Ritchie Victoria Burke USA Estados Unidos | Karina Wilvers María Laura Abalo Milka Kraljev María Rohner ARG Argentina |
| Dois sem detalhes                | Emily Huelskamp Molly Bruggeman USA Estados Unidos                         | Melita Abraham Antonia Abraham CHI Chile                                      | Rosie Deboef Kristin Bauder CAN Canadá                                    |

## Quadro de medalhas
| Ordem | País               | Medalha de ouro | Medalha de prata | Medalha de bronze |    |
| ----- | ------------------ | --------------- | ---------------- | ----------------- | -- |
| 1     | CAN Canadá         | 8               | 1                | 2                 | 11 |
| 2     | USA Estados Unidos | 2               | 5                | 2                 | 9  |
| 3     | CUB Cuba           | 2               | 3                | 2                 | 7  |
| 4     | ARG Argentina      | 1               | 2                | 5                 | 8  |
| 5     | CHI Chile          | 1               | 1                | 2                 | 4  |
| 6     | MEX México         | 1               |                  | 1                 | 2  |
| 7     | BRA Brasil         |                 | 1                |                   | 1  |
| TOTAL | TOTAL              | 15              | 13               | 14                | 42 |